# František Šalanský
František Šalanský (23. srpna 1933 Lobeč – 30. května 2020) byl český malíř, grafik a pedagog.

## Životopis
V letech 1953–1955 studoval na Vyšší pedagogické škole v Praze. Dále výtvarnou výchovu na Filozofické fakultě Univerzity Karlovy v Praze u profesorů Zdeňka Sýkory a Kamila Linharta.
Od roku 1963 působil jako profesor Pedagogické fakulty Univerzity Jana Evangelisty Purkyně v Ústí nad Labem a v roce 1992 se stal docentem výtvarné výchovy oboru užitá grafika.
Zabýval se kresbou a užitou grafikou.

## Dílo
Společně s profesorem J. Brožkem iniciovali výstavní činnost absolventů. Jedná se o výstavy ve Smetanově síni v Ústí nad Labem v roce 1984, Mostě roku 1986 a v Duchcově roku 1989.
Je tvůrcem keramické mozaiky, souboru textilních aplikací a didaktické hračky s názvem "Penzista Bohouš" pro mateřskou školu v Teplicích.

### Samostatné výstavy
- 1988: Meziboří - Ústí nad Labem; Činoherní divadlo a DK - Most; LŠU (s docentem Malečkem)[2]